# Aymon Ier vicomte d'Aoste
Pour les articles homonymes, voir Aymon Ier.
Aymon Ier, dit de Châtillon, vicomte d'Aoste († vers 1147). Aymon est considéré comme le 2e vicomte d'Aoste, tout en étant le premier attesté par la documentation.
Il est considéré comme étant à l'origine des cinq branches donnant naissance aux seigneurs de Challant, de Châtillon, de Cly, de Saint-Ours (seigneurs de la Porte Saint-Ours, puis de Quart) et Valpelline.

## Origine
Aymon Ier est généralement considéré comme le fils de son prédécesseur putatif le vicomte Boson Ier dont il donne le nom à son fils et héritier Boson II. Toutefois l'hypothèse a été avancée qu'il était peut-être un fils, par ailleurs inconnu, d'un marquis de Montferrat contemporain Rénier († 1135) ou Guillaume IV (†  1100)

## Vicomte d'Aoste
Aymon Ier est le premier « vicomte d'Aoste » à être qualifié comme tel dans un acte juridique délivré le 4e vendredi du mois de novembre 1127. Aymon est ensuite témoin d'un acte de 1134 dans lequel  Herbert évêque d'Aoste (1126 - 1138/1139) cède un cours d'eau avec tous les droits et privilèges y afférents aux chanoines de Collégiale de Saint-Ours. En 1137 il souscrit la donation faite par son suzerain le comte Amédée III de Maurienne en faveur des moines de Mont-Joux.
Aynon Ier  est encore présent dans un acte de 1147 lorsque  Amédée III, son fils Humbert et son frère Renauld Prévôt de Abbaye territoriale de Saint-Maurice d'Agaune renoncent au « Droit de dépouille » lors du décès des évêques d'Aoste.
Alessandro Barbero identifie Aimon vicomte d'Aoste avec le « Aimo » qui est titulaire de la chancellerie d'Aoste de 1125 à 1147 et qui succède dans cette fonction à un certain « Boso ».

### Sources
- Abbé Joseph-Marie Henry, Histoire populaire religieuse et civile de la Vallée d'Aoste. Imprimerie Marguerettaz, Aoste (1929) ; réédition en 1967.
- (it) Alessandro Barbero Valle d'Aosta medievale Liguori Editore, Naples (2000)  (ISBN 8820731622)